# Porphyrinia proxima
Porphyrinia proxima är en fjärilsart som beskrevs av Fischer 1840. Porphyrinia proxima ingår i släktet Porphyrinia och familjen nattflyn. Inga underarter finns listade i Catalogue of Life.